# NIGHT OF FIRE
NIGHT OF FIRE(나이트 오브 파이어)는 이탈리아의 마우리치오 디 조리오가 Niko라는 명의로 낸 유로비트 곡이자 싱글 앨범이다. 1997년 이탈리아의 DELTA 레이블에서 발표되었고 일본에서는 에이벡스의 슈퍼 유로비트 VOL.82에 수록되었다. 이니셜 D, 파라파라 파라다이스에 등장한 것으로 유명하다.

## 개요
훗날 SinclaireStyle 레이블을 세우는 안드레아 레오나르디가 DELTA 레이블에 있었을 때 제작한 곡으로, 그의 대표작 중 하나이다. 발표 당시에는 큰 반응이 없었지만, SMAP이 SMAP×SMAP에서 백댄서로 파라파라 댄서를 기용해 피로한 후 일본 대중에게의 지명도가 급상승였고, 파라파라 붐을 일으키는 방아쇠로서 큰 인기를 얻는다.
애니메이션 이니셜D에서는 First Stage 제 23화 '아메노다운히루바토루'에서의 나카무라 겐타 vs 후지와라 다쿠미의 배틀 BGM으로써 기용. 또한, 일부 노래방에서는 이니셜D의 애니메이션 주제가로 검색할 수 있다.
보컬은 마우리지오 디 조리오. David Essex, Marko Polo 등의 명의로 유로비트 곡을 발표하던 그가 NIKO 명의로 처음 발표한 곡이 Night Of Fire이다.
CD 수록판의 가수와 무대 공연에서의 가수가 다르다. 당초에는 DELTA 전속인 스테이지 퍼포머 에도아르도 알렌기가 기용되었지만, 계약 체결 무렵 에이벡스측에서 완성도에 불만을 표시했기 때문에 마우리지오 디 조리오를 기용해서 다시 녹음했기 때문이다. 그러나 스테이지 퍼포머로서의 계약은 하지 않았기 때문에, 2000년에 일본에서 개최된 'avex summer paradise 2000'에는 에도아르도 알렌기가 참가했다.

## 일본어 버전
- dream : 2000년 9월 20일 발표.
- I Love You! Project : 2004년 8월 25일 발표.
- 히노이팀 with 고릿키 : 2005년 12월 14일 발표.

## 같이 보기
- 유로비트
- 슈퍼 유로비트
- 이니셜 D